# Décembre 1897

## Événements
- En France, second non-lieu en faveur d'Esterhazy : « Il n'y a pas d'affaire Dreyfus ».

- 4 décembre (guerre gréco-turque) : La paix est signée à Constantinople. La Turquie, soutenue par Berlin et Vienne, sort singulièrement renforcée de la crise, tandis que la Grèce s’enfonce dans l’anarchie. Les puissances européennes imposent cependant à la Crète un statut d’autonomie.

- 8 décembre : le pape Léon XIII adresse l'encyclique Affari Vos sur la question des écoles du Manitoba.

- 14 décembre (Philippines) : le gouverneur espagnol Primo de Rivera signe avec Aguinaldo, qui a proclamé la République, un cessez-le-feu à Biac-Na-Bato. L’insurrection des nationalistes philippins, commencée en juillet, n’est que suspendue : les combats reprendront en 1898. Les dirigeants précédents ont été exécutés par les Espagnols comme José Rizal (1896) ou ont été victimes des rivalités régnant parmi les insurgés (Bonifacio en 1896).

- 25 décembre : l’Italie cède Kassala à la Grande-Bretagne.

- 27 décembre (hockey sur glace) : les Victorias de Montréal remporte la coupe Stanley contre les Capitals d'Ottawa.

- 30 décembre : le Zoulouland est rattaché au Natal.

## Naissances
- 7 décembre : Lazare Ponticelli, dernier poilu français survivant de la Première Guerre mondiale († 12 mars 2008).
- 14 décembre : Serge Kislakoff, peintre français d'origine russe († 29 mars 1980).
- 15 décembre : Isota Kamura, écrivain japonais († 30 novembre 1933).
- 17 décembre : Władysław Broniewski, poète polonais († 10 février 1962).
- 29 décembre : Aleksander Mülber, peintre estonien

## Décès
- 15 décembre:
  - James Mitchell, premier ministre du Nouveau-Brunswick.
  - Hippolyte-François Henry, peintre français (° 29 mars 1806).
- 16 décembre : Alphonse Daudet, écrivain français (° 1840).
- 19 décembre : Stanislas de Guaita, poète et occultiste français.
- 20 décembre : Henri Blanc-Fontaine, peintre français (° 16 janvier 1819).
- 31 décembre : David Oppenheimer, maire de Vancouver.